# Focke-Wulf Fw 190

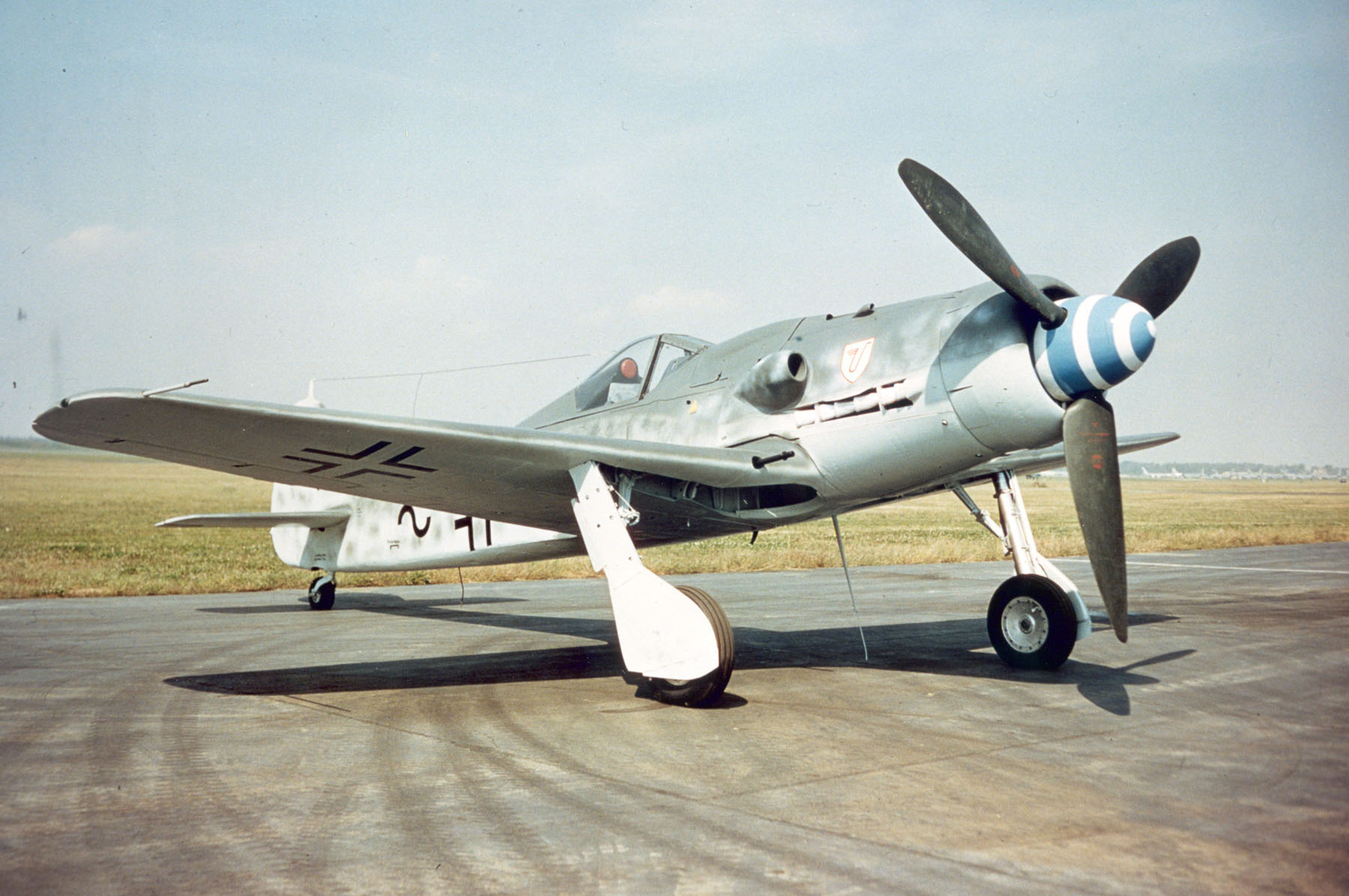
Focke-Wulf Fw 190 D-9

De Focke-Wulf Fw 190 (bijnaam: Würger; klauwier) was een eenmotorig jachtvliegtuig dat door de Duitse Luftwaffe tijdens de Tweede Wereldoorlog werd ingezet. Toen het toestel zijn intrede deed in 1941 kon het met recht het beste toestel ter wereld genoemd worden. De ontwerper was Kurt Tank. Hij werkte samen met een team van ontwerpers en een tot dan toe niet gebruikte combinatie van ingenieurs die ook piloten waren. Hij hechtte veel belang aan piloten die de problemen in technische termen konden uitdrukken.
Het Reichsluftfahrtministerium (RLM - het Duitse luchtvaartministerie) bestelde het toestel in 1937 bij Focke-Wulf als aanvulling op de Messerschmitt Bf 109. Het Luchtvaartministerie vond het niet langer verantwoord om voor haar jager-luchtvloot afhankelijk te zijn van slechts één type. De Fw 190 kenmerkte zich door de grote aanpasbaarheid en kon daardoor naast de oorspronkelijke rol als jager ook andere taken zoals jachtbommenwerper, grondaanvalsvliegtuig en nachtjager. In vergelijking tot de Bf 109 was de Fw 190 veel zwaarder bewapend en kon het een veel zwaardere bommenlast vervoeren. Bijna alle types zijn geleverd met een luchtgekoelde BMW 801-stermotor in diverse varianten. Origineel werd ook de DB601-motor in gedachten gehouden, maar de productie werd al zwaar belast door ME en dus werd gekozen voor een BMW 139 en later de BMW 801. Het eerste prototype vloog op 1 juni 1939 en bleek over goede kwaliteiten te beschikken, zoals goed zicht, een hoge snelheid, een stabiel landingsgestel en een voor die tijd uitstekende bestuurbaarheid.

## Geschiedenis

### Oorsprong
In 1934 en 1935 wilde het Reichsluftfahrtministerium (RLM - het Duitse luchtvaartministerie) een nieuwe jager voor de Luftwaffe. Het ontwerp dat Focke-Wulf stuurde was de Fw 159, tegen de Arado Ar 80, Heinkel He 112 en Messerschmitt Bf 109. De Fw 159 werd verslagen, en uiteindelijk werd gekozen voor de Messerschmitt Bf 109. Op 12 maart 1936 werd de Bf 109 tot winnaar verklaard.
Nog voordat de Bf 109 in dienst kwam, bestelde het RLM een nieuw type bij Focke-Wulf, omdat het niet afhankelijk wilde zijn van slechts één toestel. De Bf 109 was een competitief vliegtuig, maar in de toekomst kon het voorbijgestreefd worden door de geallieerde jagers. Focke-Wulf presenteerde meerdere ontwerpen. De interesse van het RLM werd echter pas aangewakkerd toen een BMW 139-stermotor gebruikt werd. Op die manier werd de productie van de motor van de fabrikant die gebruikt werd in de Bf 109, de Daimler-Benz, niet nog verder overbelast. Het RLM koos specifiek voor Focke-Wulf omdat de firma relatief weinig druk had om al bestaande typen te produceren. Een andere reden was het hoog aangeprezen ontwerpteam onder leiding van Dipl.Ing. Kurt Tank. Met zo’n naam erbij moest het team wel tot iets in staat zijn. Het team produceerde twee identieke jagers, met elk een andere motor. Het ene toestel kreeg een Daimler-Benz DB601 en de andere een BMW 139.
Uiteindelijk werd de stermotor van BMW uitgekozen. De belangrijkste reden hiervoor was dat de Daimler-Benz-motoren ook al gebruikt werden in de Bf 109, het tot dan toe meest belangrijke Duitse toestel. Hierbij komt dat BMW de slag verloren had van Daimler-Benz om motoren te leveren voor de destijds uitgebrachte Bf109. Het lukte Daimler om meer vermogen te genereren uit een V12-motor dan BMW. In de zomer van 1938 werd het definitieve ontwerp, de Fw 190V1, gepresenteerd. Het toestel zag er agressief uit, door de opbouw geheel van metaal, fraai ontworpen cockpitkap en enorme spinnerkap. Het prototype vloog voor het eerst in 1939 en bleek meteen fantastische vliegkarakteristieken te hebben. Het grootste probleem dat zich wel uitte, was de zeer hoge temperatuur die bereikt werd in de cockpit door oververhitting van de BMW 139-motor.

### Prototypen
Het tweede prototype, de V2, vloog in oktober 1939. Voor het eerst werd nu ook bewapening toegevoegd. Twee 7,92 mm-mitrailleurs op de neus en twee 13 mm-mitrailleurs in de vleugels, dicht tegen de romp. De hitteproblemen waren echter nog steeds niet opgelost. Gelukkig zat een nieuwe motor van BMW, de BMW801, er aan te komen. Dit gaf het team de kans om bestaande problemen te verhelpen. De cockpit werd iets naar achter verplaatst, waardoor het niet zo heet meer werd in de cockpit. Ook binnendringende uitlaatgassen werden uitgesloten. Het verplaatsen van de cockpit naar achteren zorgde er ook voor dat het toestel beter in balans kwam door het toevoegen van de zwaardere BMW 139.
De volgende prototypes werden de V5k (klein) en V5g (groot) genoemd. De Fw V5k had hetzelfde vleugeloppervlak van het oorspronkelijke prototype (15.00 m²), maar de Fw V5g had grotere vleugels (18.30 m²). De V5g was zoals verwacht iets trager, maar manoeuvreerde wel beter. Beide toestellen gebruikten de 1600 pk BMW 801C. De bewapening bestond uit vier 7,9mm MG 17-machinegeweren, twee in de vleugel, twee boven de motor. In oktober 1940 werd prototype Fw 190V6 afgeleverd die identiek was aan de V5g.

## Varianten

### Focke-Wulf Fw 190A
Na de laatste tests werd besloten tot voorproductie over te gaan. Van de eerste bestelling van 40 toestellen uit de A-0 serie werden echter maar 28 afgebouwd. Zeven ervan waren van het model Fw 190A-0k, dus hadden ze kortere vleugels, maar de prestaties van de prototypen met langere vleugels waren dusdanig goed dat de resterende 21 allemaal langere vleugels hadden.
- Fw 190A-1
  - Na tests met de A-0-serie werd een eerste bestelling geplaatst van 120 toestellen. De vliegtuigen waren gebaseerd op het prototype V-5g, ze hadden dus de langere vleugels. De Focke-Wulf 190A-1 was bewapend met vier 7.9 mm-mitrailleurs, 2 in de neus en 2 in de vleugels dichtbij de romp. De eerste toestellen werden in 1941 operationeel bij JG 26 aan het westfront. Voor de productie werden naast Focke-Wulf ook Arado en AGO ingeschakeld. Uiteindelijk werden er 102 A-1 serie-Fw 190’s gebouwd.
- Fw 190A-2
  - Uit de eerste contacten met de Britse Spitfires bleek dat de A-1 te weinig vuurkracht had. Daarom werd de A-2 ontwikkeld, met twee 20 mm-kanonnen en 2 7.9 mm-mitrailleurs. Door de toegevoegde vuurkracht was het toestel nu superieur aan de Spitfire. De nieuwe BMW 801 C-2 zorgde voor een topsnelheid van 625 km/u. Van de A-2 werden uiteindelijk 426 gebouwd, vandaar dat dit het eerste echte productiemodel genoemd kan worden. In april 1942 waren alle drie de gruppen die met de Fw 190 vlogen overgeschakeld op dit type.
- Fw 190A-3
  - Rond de tijd dat er op de A-2 overgeschakeld was, had Focke-Wulf de A-3 ontwikkeld. Het toestel had betere bepantsering, en een BMW 120 D-2-motor met een vermogen van 1700 pk. Een andere aanpassing waren kleine springladingen onder de cockpitkap waardoor het makkelijker werd om in de lucht uit het toestel te komen. Van de Fw 190A-3 zouden uiteindelijk 509 toestellen gebouwd worden. In maart 1942 gingen de Fw 190A-3’s naar JG 26 en JG 1. De A-3 was de eerste en de enige variant die geëxporteerd is. Turkije ontving tussen 1942 en ‘43 maar liefst 72 Fw 190’s. Van de A-3 werden ook voor het eerst subvarianten ontwikkeld. De Fw 190A-3/U1, -U3 en -U7 waren jachtbommenwerperuitvoeringen. Deze versies konden bewapend worden met een 500 kg SC-500-bom. De U1 zou de basis vormen voor de latere A-5. De Fw 190A-3/U2 was een versie met een onder de vleugel geplaatste geleide raket (RZ-65 73 mm). De Fw 190A-3/U4 werd een verkennerversie. Dit type is tevens het eerste dat boven de Sovjet-Unie is ingezet.
- Fw 190A-4
  - Om meer Umrüst-Bausätze te kunnen toevoegen werd in de zomer van 1942 de Fw 190A-4 ontwikkeld. Het was een doorontwikkeling van de A-3 met een BMW 801D-2 die werd opgevoerd tot een vermogen van 2100 pk. De maximumsnelheid steeg hierdoor naar 670 km/u. Van de A-4 serie zijn in 1943 in totaal 894 gebouwd. Er werden ook weer subversies ontwikkeld. De A-4/U1, -U3, -U8 en A-4/trop waren allemaal jachtbommenwerperuitvoeringen. De U1, U3 en U8 hadden allemaal een ETC-501 rek voor een SC-500 bom. De U3 behield daarbij van de oorspronkelijke bewapening wel de twee 7.92 mm MG17-mitrailleurs waar ze bij de U1 weggehaald werden. De U8 bezat dezelfde bewapening als de U1, maar met twee 300 liter afwerpbare brandstoftanks naast de 500 kg SC-500-bom. De A-4/trop was een tropenuitvoering met zand/stoffilters, een overlevingspakket en een 250 kg SC-250-bom.

De A-4/R6 was een versie voor aanvallen op bommenwerpers, waarbij twee 21 cm Wgr.21-raketten onder de vleugels bevestigd werden.
- Fw 190A-5
  - De Fw 190A-5 was bedoeld om nog meer Umrüst-Bausätze mogelijk te maken. Het was in feite een aangepast A-4-frame, waarbij de BMW 801D-2-motor 15 centimeter naar voren verplaatst werd. Van dit type zijn veel variaties bekend. De meest gebruikte was de A-5/R6, waarbij twee Wgr.21-raketten onder de vleugels bevestigd werden voor aanvallen op bommenwerpers.

De Fw 190A-5/U-1 was een jachtbommenwerper, met twee 20 mm MG 151/20-kanonnen en twee ETC-501-rekken voor twee 500 kg-bommen.
De Fw 190A-5/U-2 had een SC-500-bom minder, maar vlamdempers op de uitlaten en twee 300 liter afwerpbare brandstoftanks. Hierdoor was het type geschikt voor de rol als nachtjager. De U3 had de oorspronkelijke bewapening van twee 20 mm-kanonnen, twee 7.92 mm-mitrailleurs, maar met een toegevoegde 500 kg SC-500-bom.
De Fw 190A-5/U4 was een verkennerversie met een of twee camera’s.
De Fw 190A-5/U8 was een versie met twee 20 mm-kanonnen, een 500 kg-bom en twee 300 liter afwerpbare brandstoftanks.
De Fw 190A-5/U9 en -U10 waren beide jageruitvoeringen waarbij bij de U9 de bewapening helemaal in de neus was gemonteerd. De U10 had de oorspronkelijke bewapening maar met twee 30 mm MK 103-kanonnen onder de vleugels.
De Fw 190A-5/U12 was een zeer zwaarbewapende bommenwerperjager met vier toegevoegde 20 mm-kanonnen onder de vleugels. De ::U13 was een lange afstandsjachtbommenwerperversie met twee 20 mm-kanonnen, een 500 kg- en twee 250 kg-bommen of twee 300 liter-afwerpbare brandstoftanks.
De Fw 190A-5/U14 en -U15 waren allebei torpedobommenwerperversies met twee 20 mm-kanonnen en een torpedo van verschillende typen.
De Fw 190A-5/U16 en -U17 waren grondondersteuningsjagers met beide de oorspronkelijke bewapening en twee 300 mm MK 108-kanonnen of vier 50 kg SC-500-bommen. De laatste versie, de A-5/trop was een jachtbommenwerper voor een tropische omgeving, en werd uitgerust met een 250 kg-bom, zandfilters en een overlevingspakket voor Noord-Afrika.
- Fw 190A-6
  - De Fw 190A-6 was de opvolger van de A-5 en werd ontwikkeld uit de A-5/U10. De standaardbewapening bestond uit vier 20 mm MG 151/20-kanonnen in de vleugels en twee 7.92 MG 17-machinegeweren. Van de 596 geproduceerde toestellen bestonden weer variaties.

De A-6/U3 had naast de standaardbewapening een 500 kg-bom onder de romp, en er konden twee 250 kg-bommen of twee 300 liter-afwerpbare brandstoftanks onder de vleugels gehangen worden. De A-6/R1, -R2, -R3 en -R6 waren allemaal bommenwerperjagers met naast de standaardbewapening vier 20 mm-kanonnen onder vleugels, bij de R2 en R3 twee toegevoegde 30 mm-kanonnen en bij de A-6/R6 twee 21 cm WGr.21-raketten.
- Fw 190A-7
  - In december 1943 werd de FW 190A-7 in productie genomen. Het type was vooral bedoeld voor aanvallen op bommenwerpers. De A-7/R1 was het standaardmodel, met twee 20 mm-kanonnen en twee 13 mm MG 131-mitrailleurs. De bewapening kon nog verder verbeterd worden door onder de vleugels nog vier 20 mm-kanonnen te hangen.

De A-7/R2 en -R3 waren allebei uitvoeringen met 30 mm-kanonnen. De Fw 190 A-7/R6 had naast de standaardbewapening twee 21 cm Wgr. 21-raketwerpers.
- Fw 190A-8
  - De volgende versie werd de A-8, ook in december 1943 in gebruik genomen. Veel van de uitvoeringen binnen de A-8 hadden zoals bij eerdere series meer bewapening. Een heel bijzondere versie werd de A-8/U3. Hierbij werd een met explosieven volgeladen onbemande bommenwerper onder de Fw 190 gehangen, naar het doel gevlogen en daar losgelaten. Een ander bijzonder type was de A-8/R11. Het type was speciaal voor elke weersomstandigheid ontworpen.

### Focke-Wulf Fw 190B
In de herfst van 1942 bleek dat Groot-Brittannië haar achterstand op het gebied van jachtvliegtuigen had ingehaald met de nieuwe Spitfire Mk IX. De Duitse jagers, de Bf 109F en de Fw 190A waren vooral op grote hoogte in het nadeel. Daarom probeerde men de Fw 190 te verbeteren door wijdere vleugels, een krachtigere motor en een drukcabine aan te brengen. Na drie prototypen werd de B-serie opgeheven door problemen aan de drukcabine.

### Focke-Wulf Fw 190C
De opvolger van de Fw 190B werd de 190C. Dit type werd aangedreven door een Daimler-Benz DB 603. Ook werden een turbocompressor en ringvormige radiators aangebracht. Verscheidene prototypen werden gebouwd, maar de Fw 190V-16 kreeg de nieuwe Daimler-Benz DB 603E-motor met een vermogen van 1800 pk. De snelheid ging hierdoor omhoog naar 725 km/u. Tussen 1943 en begin 1944 werden vijf prototypen uit de C-serie getest. De toestellen hadden een spanwijdte gekregen van 12,30 meter en een oppervlakte van 20,20 m². De bewapening bestond uit twee 7.92 mm-mitrailleurs en vijf 20 mm-kanonnen. Uiteindelijk zijn er 9 prototypen uit de C-serie gebouwd. Men bleef echter problemen ondervinden en het programma werd geschrapt.

### Focke-Wulf Fw 190D
Ondertussen was de D-serie ontwikkeld. Dit type voldeed wel. Het eerste prototype, de Fw 190V-17, was een Fw 190A-0 uitgerust met een Junkers Jumo 213-1001-S-motor van 1750 pk, een drukcabine en een spanwijdte van 12,30 m. De romp werd door de nieuwe motor 60 cm langer aan de voorkant en 50 cm langer aan de achterkant.
Het toestel vloog voor het eerst in 1944 en voldeed uitstekend. Een hele serie prototypen volgden voordat de eerste serie, de Fw 190D-0, in productie kon gaan. Omdat deze serie gebaseerd was op de Fw 190A-8 werd besloten met de nummering door te gaan. De eerste productieserie heette dan ook de Fw 190D-9 (Dora-Neun). De D-9 werd ontwikkeld vanuit het frame van de Fw 190A-8 met een Junkers Jumo 213-motor met een vermogen van 2240 pk. De standaardbewapening bestond uit twee 13 mm-mitrailleurs, twee 20 mm-kanonnen en plaats voor een 250 kg-bom of een 300 liter-afwerpbare brandstoftank. De eerste toestellen kwamen in de herfst van 1944 in dienst. De enige subvariant was de D-9/R11, uitgerust met een PKS 12-navigatiesysteem. De D-10 werd nooit gebouwd, en van de D-11 zijn slechts 7 prototypen gebouwd.
- Fw 190D-12
  - De volgende versie werd de D-12. Het toestel kreeg de Junkers Jumo 213F-motor met een vermogen van 1750 pk. Door het einde van de oorlog zijn er van deze versie maar enkele exemplaren gebouwd.

### Focke-Wulf Fw 190F
Al snel was gebleken dat de Fw 190 geschikt was voor meer doelen dan jachtvliegtuig alleen. Daarom werd er voor de specifieke rol als grondondersteuningsjager de Fw 190F ontwikkeld. De basis was de Fw 190A-5/U3, met een versterkt landingsgestel, een 300 liter-afwerpbare brandstoftank onder de romp en vier 50 kg-bommen onder de vleugels. De F-serie kreeg ook een betere bepantsering voor piloot, motor en brandstof.
- Fw 190F-1
  - Van deze eerste modellen zijn zo’n 25 à 30 toestellen gebouwd, vooral voor testen en training. De F-1 was gebaseerd op de Fw 190A-4.
- Fw 190F-2
  - De F-2 kan het eerste echte productiemodel van de F-serie genoemd worden. Er zijn 271 exemplaren van gebouwd. Het type was identiek aan de F-1, op de cockpit na, welke beter uitzicht bood. Er kon maximaal 450 kg bommen meegevoerd worden. Een aantal van de F-2-toestellen werd uitgevoerd in de /trop-versie, voor gebruik in Italië en Tunesië.
- Fw 190F-3
  - Deze versie, gebaseerd op het frame van de Fw 190A-6, werd bij Arado gebouwd. De productie was goed voor ca. 250 toestellen. Onder de vleugels konden twee 250 kg bommen of twee droptanks van 300 liter worden gehangen. De Fw 190F-3/R1 was een versie met een simpeler bominstallatie. De -/R3 was een uitvoering als speciale tankvernietiger, met twee 30 mm-kanonnen onder de vleugels.
- Fw 190F-8
  - Vanaf de Fw 190F-3 is met de nummering niet op volgorde doorgegaan, omdat men de nummering wilde baseren op het frame waaruit het toestel ontwikkeld is. Vandaar dat de F-4, F-5, F-6 en F-7 kwamen te vervallen. Daarom werd doorgegaan vanaf de Fw 190A-8, omdat het toestel is gebaseerd op de Fw 190A-8. In totaal zijn 385 van deze toestellen gebouwd. Van de F-8 serie bestaat een groot aantal subversies. De eerste versie, de Fw 190F-8/U-1, was een speciale trainerversie waarvan er slechts enkele zijn geleverd. De Fw 190F-8/U2, /U3, /U14 en /U15 waren allemaal versies waarbij een torpedo aan het toestel gehangen kon worden. De /R1, /R2, en /R3 waren versies met vier 50 kg-bommen ofwel twee 30 mm-kanonnen in gondels, in twee verschillende configuraties. De -/R5 was een niet gebouwde versie van de Fw 190F-8/R3. De R-13: een nachtjager/grondondersteuningsjager voorzien van extra navigatieapparatuur, twee 13 mm MG 131-mitrailleurs in de neus en maximaal 1500 kg aan bommenlast. De -/R14, -/R15 en -/R16 waren allemaal torpedobommenwerperversies van de Fw 190. Verder waren er nog meer producties van het toestel met vierentwintig 55 mm R4/M-raketten, veertien 100 kg RBS.B/F21-raketten, twee clusters van drie 280 mm WGr.28-raketten enzovoorts.
- Fw 190F-9
  - De productie van dit model liep parallel aan die van de F-8. Het toestel kreeg nog betere bepantsering en een BMW 601TS/TH-motor met een vermogen van 2000 pk. Door het einde van de oorlog zijn er van dit type maar weinig gebouwd.
- Fw 190F-10 t/m F-17
  - De bouw van de Fw 190F-10 t/m F-17 werd gepland, maar door het einde van de oorlog zijn de versies nooit in productie gekomen.

### Focke-Wulf Fw 190G
De Fw 190G kwam eerder in productie dan de F-serie, door de veel eenvoudiger constructie. Het toestel werd gebaseerd op de Fw 190A-4/U8 en de Fw 190A-5/U3, waarbij de mitrailleurs in de neus werden weggelaten. Voor de eigen bewapening waren alleen twee 20 mm MG 151/20-kanonnen overgebleven.
- Fw 190G-0
  - Van de voorserie zijn slechts enkele exemplaren gebouwd. Ze konden voorzien worden van een bommenlast van 500 of 1000 kg.
- Fw 190G-1
  - Van het eerste productiemodel uit de G-serie zijn 49 toestellen gebouwd. Het landingsgestel was dusdanig versterkt dat het toestel 1800 kg aan bommenlast kon meevoeren. Onder de vleugels waren standaard twee 300 liter-afwerpbare brandstoftanks aangebracht. De BMW 801D-2-motor met een vermogen van 1700 pk was korter in het toestel gemonteerd waardoor de totale lengte 8,80 meter bedroeg. De enige variant van de Fw 190G-1, de G-1/trop, werd tussen februari en mei 1943 geleverd.
- Fw 190G-2
  - Op basis van een Fw 190A-5-frame werden 468 Fw 190G-2-toestellen gebouwd. De neus was langer dan die van de G-1, en door gebruik van Messerschmitt-rekken onder de vleugels konden de toestellen met behulp van afwerpbare brandstoftanks wel 1550 km ver vliegen. Een aantal van deze toestellen is uitgebracht als G-2/trop, voor gebruik in Noord-Afrika, Italië en het zuiden van de Sovjetunie.
- Fw 190G-3
  - Vanaf oktober 1943 is een onbekend aantal toestellen van het type G-3 geproduceerd. De G-3 was identiek aan de G-2, maar dan met een PKS 11-autopiloot en bomrekken van Focke-Wulf. Enkele toestellen zijn uitgerust als G-3/trop. De enige bekende subvariant was de G-3/R5, met een viertal bomrekken voor 50 kg bommen.
- Fw 190G-4
  - Van het type G-4 is een onbekend aantal toestellen gebouwd, met drie ETC-503-bomrekken.
- Fw 190G-7
  - Van dit type is een enkel testtoestel bekend, met een torpedovormige brandstoftank van 900 liter.
- Fw 190G-8
  - De laatste uitvoering van de G-serie werd de G-8. Een onbekend aantal toestellen, gebaseerd op het frame van de Fw 190A-8, is geproduceerd tussen september 1943 en februari 1945. De Fw 190G-8/R4 was een versie met een opgevoerde 801D-2-motor. De Fw 190G-8/R5 had een BMW 801TV-motor van 2000 pk en vier ETC-50-bomrekken, naast het al aanwezige ETC-501-bommenrek.

## Specificaties (Fw 190A-8)

### Algemene specificaties
- Bemanning: 1
- Spanwijdte: 10,50 m
- Lengte: 8,84 m
- Hoogte: 3,96 m
- Vleugeloppervlakte: 18,30 m²
- Leeggewicht: 3170 kg
- Maximaal gewicht: 4900 kg
- Aandrijving: 1 x BMW 801D-2 14-cilinder stermotor met een vermogen van 1700 pk

### Prestaties
- Maximale snelheid: 654 km/u
- Kruissnelheid: 480 km/u
- Actieradius: 805 km
- Dienstplafond: 11400 m
- Klimsnelheid: 15 m/s

### Bewapening
- Boordgeschut:
- 2 x 13 mm gesynchroniseerde MG 131-mitrailleurs in de neus en
- 2 x 20 mm MG 151/20-mitrailleurs in de vleugels
- Bommen:
- 1 ophangpunt voor een bom of afwerpbare brandstoftank onder de romp, vier ophangpunten onder de vleugels

Tijdens de Tweede Wereldoorlog is de Fw 190 in Nederland gestationeerd geweest op de Fliegerhorst Deelen in de 4e Gruppe (56 toestellen) van het Jagdgeschwader 54.

## Andere gebruikers
Behalve aan de Luftwaffe werd de Fw 190 ook geleverd aan Hongarije (ca. 70 stuks), Turkije (72 stuks) en Japan (1 stuk). Roemenië zette na de overgang naar het geallieerde kamp 22 buitgemaakte toestellen in. Andere landen die buitgemaakte Fw 190's gebruikten waren de Sovjet-Unie en Joegoslavië. In Frankrijk werden in 1945 en 1946 nog 65 nieuwe toestellen gebouwd en als NC.900 gebruikt door de Franse luchtmacht.